# Klaus-Dietrich Flade
laus-Dietrich Flade (Büdesheim, 23 de agosto de 1952) es un piloto alemán y exastronauta del Centro Aeroespacial Alemán.

## Biografía
Nacido en Büdesheim, Alemania, se unió a la Luftwaffe después de la escuela. Educado inicialmente como un ingeniero de aviones, estudió ingeniería aeronáutica en la Universidad Bundeswehr de Múnich de 1976 a 1980. Posteriormente se convirtió en piloto. Se formó como piloto de pruebas desde 1988 hasta 1989. En octubre de 1990, fue seleccionado como parte del equipo de astronauta alemán para el vuelo a la Mir. Participó en las misiones Soyuz TM-14 y Soyuz TM-13, pasando un tiempo en el espacio de 7 días, 21 horas y 57 minutos.
Después de dos años de formación, voló como un cosmonauta de investigación sobre la Soyuz TM-14 en marzo de 1992. Después de su vuelo espacial, regresó a la Fuerza Aérea alemana. Ahora es piloto de pruebas de Airbus.